# Nzega Mjini Magharibi
Nzega Mjini Magharibi ist ein städtischer Verwaltungsbezirk (englisch Ward) des Distrikts Nzega (TC) in der tansanischen Region Tabora.

## Geografie
Nzega Mjini Magharibi ist ein Bezirk im westlichen zentralen Hochland von Tansania. Er umfasst den westlichen Teil der Distrikthauptstadt Nzega. Bei der Volkszählung 2022 lebten 19.032 Menschen in 5176 Haushalten auf einer Fläche von 12 Quadratkilometern.
Der Bezirk grenzt an vier Bezirke des Distrikts Nzega (TC).
|         | Uchama                                      |                       |
| Ijanija | Kompassrose, die auf Nachbargemeinden zeigt | Nzega Mjini Mashariki |
|         | Itilo                                       |                       |

## Gliederung
Der Bezirk besteht aus sechs Stadtteilen (swahili Mtaa):
- Humbi
- Utemini
- Majengo
- Ushirika
- Mbugani
- Ipilili

## Infrastruktur
- Bildung: Im Bezirk liegen vier weiterführende Schulen.[7] Die Nzega Secondary School[8] und die Chief Ntinginya Secondary School[9] sind staatliche Tagesschulen mit einer Ausbildung bis zur 4. Stufe. Die Badri Secondary School ist eine Privatschule mit äquivalenter Ausbildung,[10] die Queen of Peace Secondary School ist eine von der römisch-katholischen Kirche geleitete Internatsschule, die ebenfalls bis zur 4. Stufe ausbildet.[11]
- Gesundheit: Im Bezirk liegen ein staatliches Distriktkrankenhaus[12], eine private Poliklinik[13] sowie eine öffentliche[14] und eine private Apotheke.[15]
- Verkehr: Die Grenze im Osten bildet die asphaltierte Nationalstraße T8, die Tabora im Süden mit Shinyanga im Norden verbindet.[16]